# Vladimirs Kamešs
Vladimirs Kamešs (ur. 28 października 1988 w Lipawie) – łotewski piłkarz grający na pozycji pomocnika w łotewskim FK Liepāja. Od początku profesjonalnej kariery, z krótką przerwą na występy w FB Gulbene (2010), zawodnik klubu Liepājas Metalurgs. W 2013 roku przeszedł do Amkara Perm, zaliczając w 2014 roku wypożyczenie do Nieftiechimik Niżniekamsk. W rundzie wiosennej 2015 roku zawodnik Pogoni Szczecin. Reprezentant Łotwy, w kadrze zadebiutował 22 maja 2012 roku w meczu z Polską.